# Palpelius trigyrus
Palpelius trigyrus là một loài nhện trong họ Salticidae.
Loài này thuộc chi Palpelius. Palpelius trigyrus được Berry, Joseph A miêu tả năm 1996. Beatty & Jerzy Prószyński.